# 巴爾的摩金鶯 (1882年—1899年)
巴爾的摩金鶯（英語：Baltimore Orioles）是一支19世紀的美國職棒球隊。這支球隊出了不少名人堂球員，其中他們在1894年到1896年連續拿下聯盟冠軍，1896年和1897年更是都拿下坦波盃冠軍。
儘管球隊戰績相當出色，但在1899年球季結束後卻遇上國聯縮編。國聯打算將12支球隊縮減成8支球隊，因此金鶯隊最後宣告解散。1901年，美國聯盟成立，並重組了新的巴爾的摩金鶯。這支金鶯隊後來搬到紐約，成為現今為人所知的「邪惡帝國」紐約洋基。

## 球星
金鶯隊產出不少球星，也締造了許多故事。他們在傳奇總教練內德·漢隆的帶領下，連續三年拿下國聯冠軍。
在1920年貝比·魯斯開啟全壘打時代之前，金鶯隊就先開始了小球戰術。他們將打帶跑、盜壘、觸擊等技巧發揚光大。其中他們最有名的打擊方式就是故意把球用力往地上砍，再趁著球反彈到空中的時間快速跑向一壘。這個技巧也因此被稱作「巴爾的摩砍擊」。
麥特·基爾羅伊在1886年10月6日投出隊史首場無安打比賽；比爾·霍克在1893年8月16日投出現代棒球的首場無安打比賽；傑·休斯在1898年4月22日投出隊史第三場無安打比賽。

## 美國國家棒球名人堂球員
| 巴爾的摩金鶯名人堂球員 | 巴爾的摩金鶯名人堂球員 | 巴爾的摩金鶯名人堂球員 | 巴爾的摩金鶯名人堂球員 |
| 球員名字               | 守備位置               | 效力期間               | 入選年度               |
| ---------------------- | ---------------------- | ---------------------- | ---------------------- |
| 丹·布魯瑟茲            | 1B                     | 1894年–1895年          | 1945年                 |
| 內德·漢隆              | CF/總教練              | 1892年–1898年          | 1996年                 |
| 休伊·詹寧斯            | SS/1B                  | 1893年–1899年          | 1945年                 |
| 威利·基勒              | RF                     | 1894年–1898年          | 1939年                 |
| 喬·凱里                | LF                     | 1892年–1898年          | 1971年                 |
| 喬·麥克金尼堤          | P                      | 1899年                 | 1946年                 |
| 約翰·麥格勞            | 3B/總教練              | 1891年–1899年          | 1937年                 |
| 威爾伯特·羅賓森        | C/總教練               | 1890年–1899年          | 1945年                 |